# 1874
Промислова революція •  Колоніальні імперії •  Національно-визвольні рухи • Робітничий рух

## Геополітична ситуація
У Росії царює імператор Олександр II (до 1881). Російській імперії належить більша частина України, значна частина Польщі, Грузія, Закавказзя, Фінляндія, Бухарське ханство, Хівинське ханство. Україну розділено між двома державами — Королівство Галичини та Володимирії належить Австрії, Правобережжя, Лівобережжя та Крим — Російській імперії.
В Османській імперії володарює султан Абдул-Азіз (до 1876). Під владою османів перебувають Близький Схід та Єгипет, Середземноморське узбережжя Північної Африки, Болгарія. Васалами османів є Сербія та Боснія, Волощина та Молдова.
В Австро-Угорщині править Франц-Йосиф I (до 1916). Імперія охоплює, крім австрійських та угорських земель, Хорватію, Трансильванію, Богемію. Німецьку імперію очолює Вільгельм I (до 1888). Королівство Баварія — Людвіг II (король Баварії) (до 1886).
У Франції при владі Третя французька республіка. Франція має колонії в Алжирі, Карибському басейні, Південній Америці в Індокитаї та Індії. Перша іспанська республіка припинила існування. Іспанії належать частина островів Карибського басейну, Філіппіни. У Португалії править Луїш I (до 1889). Португалія має володіння в Африці, Індії, Індійському океані й Індонезії.
У Великій Британії триває Вікторіанська епоха — править королева Вікторія (до 1901). Британська імперія має колонії в Північній Америці, на Карибах, в Африці та Індії. Королівство Нідерланди очолює Віллем III (до 1890). Король Данії та Норвегії — Кристіан IX (до 1906), Оскар II змінив Карла XV на шведському троні (до 1907). Королівство Італія очолює Віктор Емануїл II (до 1878).
Бразильську імперію очолює Педру II (до 1889). Посаду президента США обіймає Улісс Грант. Територію на півночі північноамериканського континенту займає Канадська конфедерація (домініон Великої Британії), територія на півдні континенту належить Мексиці.
В Ірані при владі Каджари. Владу над Індостаном утримує Британська корона. У Бірмі править династія Конбаун, у В'єтнамі — династія Нгуєн, у Сіамі — династія Чакрі. У Китаї володарює Династія Цін. У Японії триває період Мейдзі.

## Події

### В Україні
- Фрідріх Фальц-Фейн заснував заповідник Асканія-Нова.
- У Києві відбувся III Археологічний з'їзд.
- У «Записках Південно-Західного відділення» Російського географічного товариства, виданих у Києві, з'явилася літера Ї.

### У світі
- 14 червня Мішель Домінік став президентом Гаїті.
- 29 грудня генерал Арсеніо Мартінес Кампос проголосив королем Іспанії Альфонса XII. Перша іспанська республіка припинила існування.

### В суспільному житті
- Організовано Всесвітній поштовий союз.
- Банк Іспанії почав випуск банкнот песети.
- В Японії почала виходити газета «Йоміурі Сімбун».
- Засновано
  - Університет Аделаїди в Австралії.
  - Компанію Schindler Group в Швейцарії.

### У науці
- Карл Фердинанд Браун відкрив принцип роботи напівпровідникового діода.
- Володимир Бец описав клітини Беца.
- Георг Кантор опублікував піонерську статтю в теорії множин.
- Експедиція «Челленджера» виявила в Тихому океані підводні гори Маркус-Неккер, Північно-Східну, Північно-Західну, Алеутську та Центральну котловини, Японський, Курило-Камчатський і Алеутський жолоби, Алеутський підводний хребет.

### У мистецтві
- Еміль Золя видав роман «Завоювання Плассана».
- Поль Верлен опублікував збірку віршів «Романси без слів».
- Відбулася прем'єра оперети Йоганна Штраусса сина «Кажан».
- Джузеппе Верді скомпонував «Реквієм».
- Завершилося будівництво Капітолія штату Каліфорнія.

### У спорті
- Крикетист Вільям Ґрейс зробив дубль (понад 1000 перебіжок та понад 100 вікетів за сезон.
- Перший кубок Шотландії з футболу виграла команда «Квінз Парк».

## Народились
Дивись також Категорія:Народились 1874
- 19 січня — Генрик Улашин, польський мовознавець-славіст
- 25 січня — Сомерсет Моем, англійський письменник
- 29 січня — Джон Девісон Рокфеллер (молодший), американський промисловець і філантроп, син Джона Д. Рокфеллера
- 3 лютого — Гертруда Стайн, американська письменниця
- 9 лютого — Всеволод Мейерхольд, російський і радянський театральний режисер, актор, педагог, реформатор театру
- 15 лютого — Ернест Генрі Шеклтон, англійський полярний дослідник
- 6 березня — Микола Олександрович Бердяєв, російський релігійний філософ
- 17 березня — Кюсс Макс Авелійович, російський капельмейстер, автор вальсу «Амурські хвилі» (пом. 1942)
- 26 березня — Роберт Фрост, видатний американський поет
- 6 квітня — Гаррі Гудіні, американський фокусник, ілюзіоніст
- 8 квітня — Михайло Андрійович Коссак, український композитор, диригент і музикознавець, педагог
- 25 квітня — Гульєльмо Марконі, італійський вчений і винахідник («батько радіо»)
- 12 травня — Клеменс Пірке, австрійський педіатр
- 29 травня — Гілберт Кіт Честертон, англійський письменник
- 13 червня — Марко Черемшина (Іван Семанюк), український письменник
- 10 серпня — Антанас Сметона, перший президент Литви
- 13 вересня — Арнольд Шонберг, австрійський композитор-новатор
- 9 жовтня — Микола Реріх, російський художник, археолог, мандрівник і письменник
- 20 жовтня — Чарльз Айвз, американський композитор

## Померли
Дивись також Категорія:Померли 1874
- 21 червня — Андерс Йонас Ангстрем, шведський астрофізик, один із засновників спектрального аналізу
- 18 листопада — Олекса Стороженко, український письменник, етнограф, драматург